# The Nuttall Encyclopædia

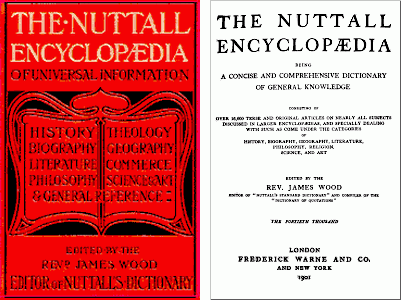

A The Nuttall Encyclopædia: "Being a Concise and Comprehensive Dictionary of General Knowledge", é uma enciclopédia do final do século XIX, editada pelo Rev. James Wood.
A The Nuttall Encyclopædia foi publicada pela primeira vez em Londres em 1900 pela Frederick Warne & Co Ltd.
As edições foram publicadas para: 1920, 1930, 1938 e 1956 e ainda estavam sendo vendidas em 1966. 
Os editores incluíam G. Elgie Christ e A. L. Hayden para 1930, Lawrence Hawkins Dawson para 1938 e C. M. Prior para 1956.